# Ghana na Letnich Igrzyskach Olimpijskich 1996
Ghanę na Letnich Igrzyskach Olimpijskich 1996 reprezentowało 35 zawodników : 33 mężczyzn i 2 kobiety. Był to 9. start reprezentacji Ghany na letnich igrzyskach olimpijskich.

## Skład kadry

### Boks
Mężczyźni
- Alfred Tetteh – waga papierowa (do 48 kg) – 17. miejsce,
- Ashiakwei Aryee – waga lekkośrednia (do 71 kg) – 9. miejsce

### Lekkoatletyka
Mężczyźni
- Emmanuel Tuffour – bieg na 100 m – odpadł w półfinale,
- Eric Nkansah – bieg na 100 m – odpadł w półfinale,
- Albert Agyemang – bieg na 200 m – odpadł w ćwierćfinale,
- Emmanuel Tuffour – bieg na 200 m – odpadł w półfinale,
- Emmanuel Tuffour, Eric Nkansah, Albert Agyemang, Christian Nsiah, Aziz Zakari – sztafeta 4 x 100 m – odpadli w półfinale
- Ibrahim Hassan – bieg na 400 m – odpadł w eliminacjach (nie ukończył biegu),
- Frank Boateng – bieg na 110 m – odpadł w eliminacjach,
- Solomon Amegatcher, Abu Duah, Julius Sedame, Ahmed Ali – sztafeta 4 x 400 m – odpadli w eliminacjach,
- Andrew Owusu – skok w dal – 16. miejsce,
- Francis DoDoo – trójskok – 26. miejsce

Kobiety
- Mercy Addy – bieg na 400 m – odpadła w eliminacjach,
- Vida Nsiah – bieg na 100 m przez płotki – odpadła w eliminacjach

### Piłka nożna
Mężczyźni
- Nii Aryee Welbeck, Stephen Baidoo, Joseph Addo, Afo Duodu, Samuel Kuffour, Mallam Yahaya, Augustine Ahinful, Charles Akonnor, Emmanuel Duah, Felix Aboagye, Kennedy Ohene, Ebenezer Hagan, Christian Sabah, Prince Amoako Koranteng, Emmanuel Kuffour, Simon Addo – 8. miejsce

### Tenis stołowy
Mężczyźni
- Isaac Opoku – gra pojedyncza – 49. miejsce,
- Isaac Opoku, Winifred Addy – gra podwójna – 25. miejsce